# Pariah's Child
Pariah's Child je osmé studiové album finské power metalové kapely Sonata Arctica vydané 28. března 2014. V japonské verzi alba se objevil bonus v podobě písně "No Pain".

## Seznam skladeb
1. The Wolves Die Young
2. Running Lights
3. Take One Breath
4. Cloud Factory
5. Blood
6. What Did You Do In The War, Dad?
7. Half A Marathon Man
8. X Marks The Spot
9. Love
10. Larger Than Life

Japonská verze – bonus
1. No Pain

## Obsazení
- Tony Kakko – zpěv, klávesy
- Elias Viljanen – kytara
- Pasi Kauppinen – baskytara
- Henrik Klingenberg – klávesy
- Tommy Portimo – bicí

### Hosté
- Laura Hynninem – harfa
- International Lowerflabbi Congregation Choir – "X Marks the Spot"
- Masi Hukari – proslov v písni "Blood"; flétna
- Mikko P. Mustonen – orchestrace
- M&N – doprovodný zpěv
- Jaakko Koskinen – kazatel v písni "X Marks the Spot"
- Funky Buttapplause Group – tleskání v písni "Cloud Factory"
- Leena – vlčí řev v písni "Blood"